# Ondergrondse vuilcontainer

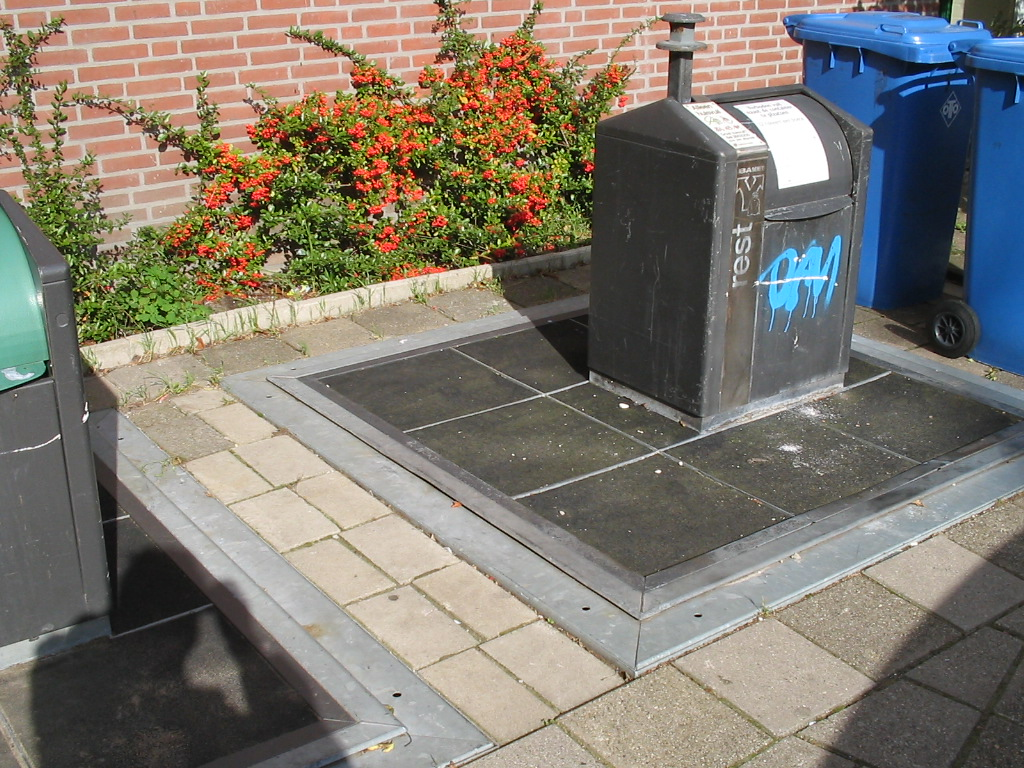
Het zichtbare deel van een slimme ondergrondse vuilcontainer voor restafval.

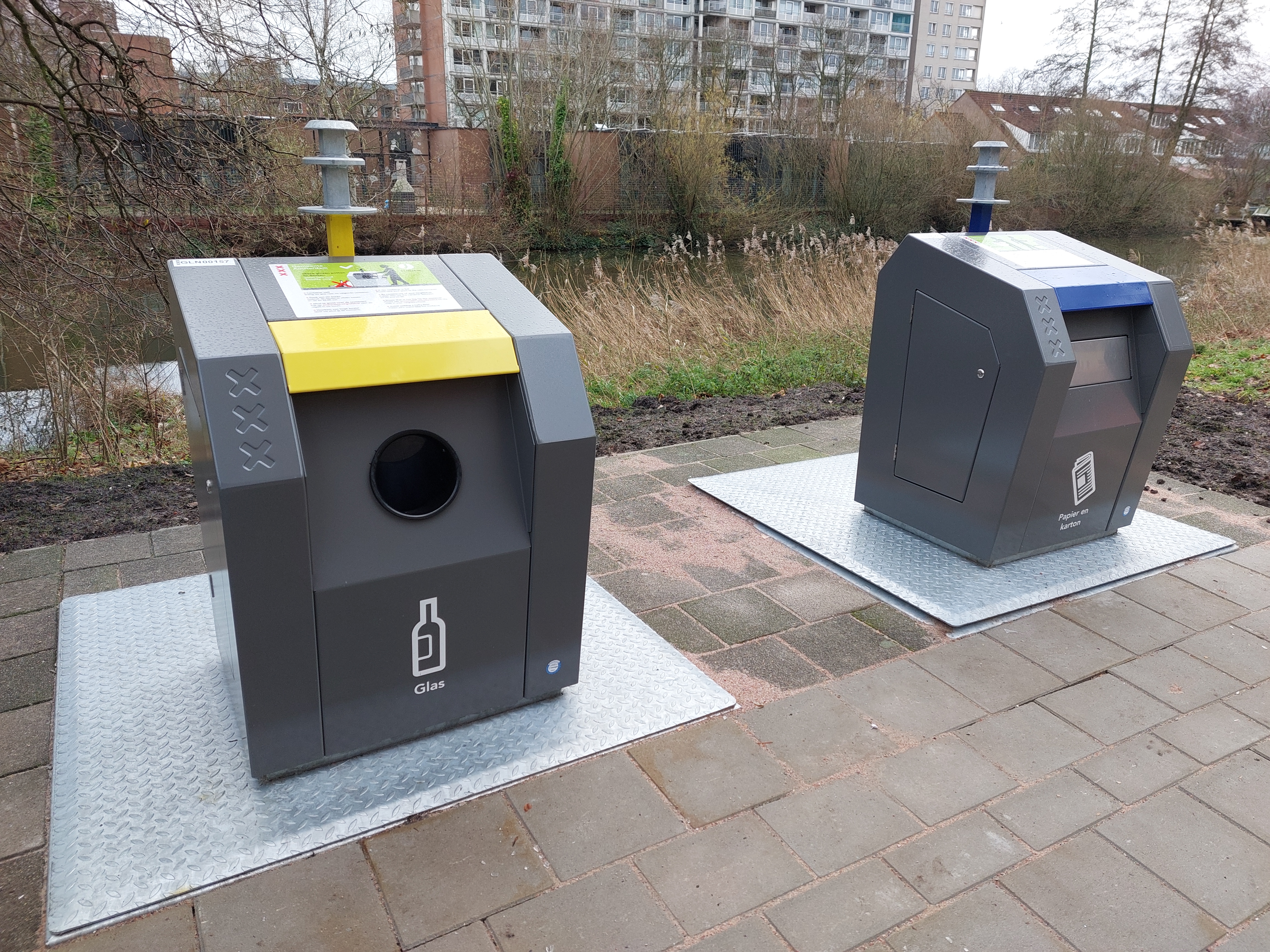
Glas- en papierbak in Amsterdam in 2024

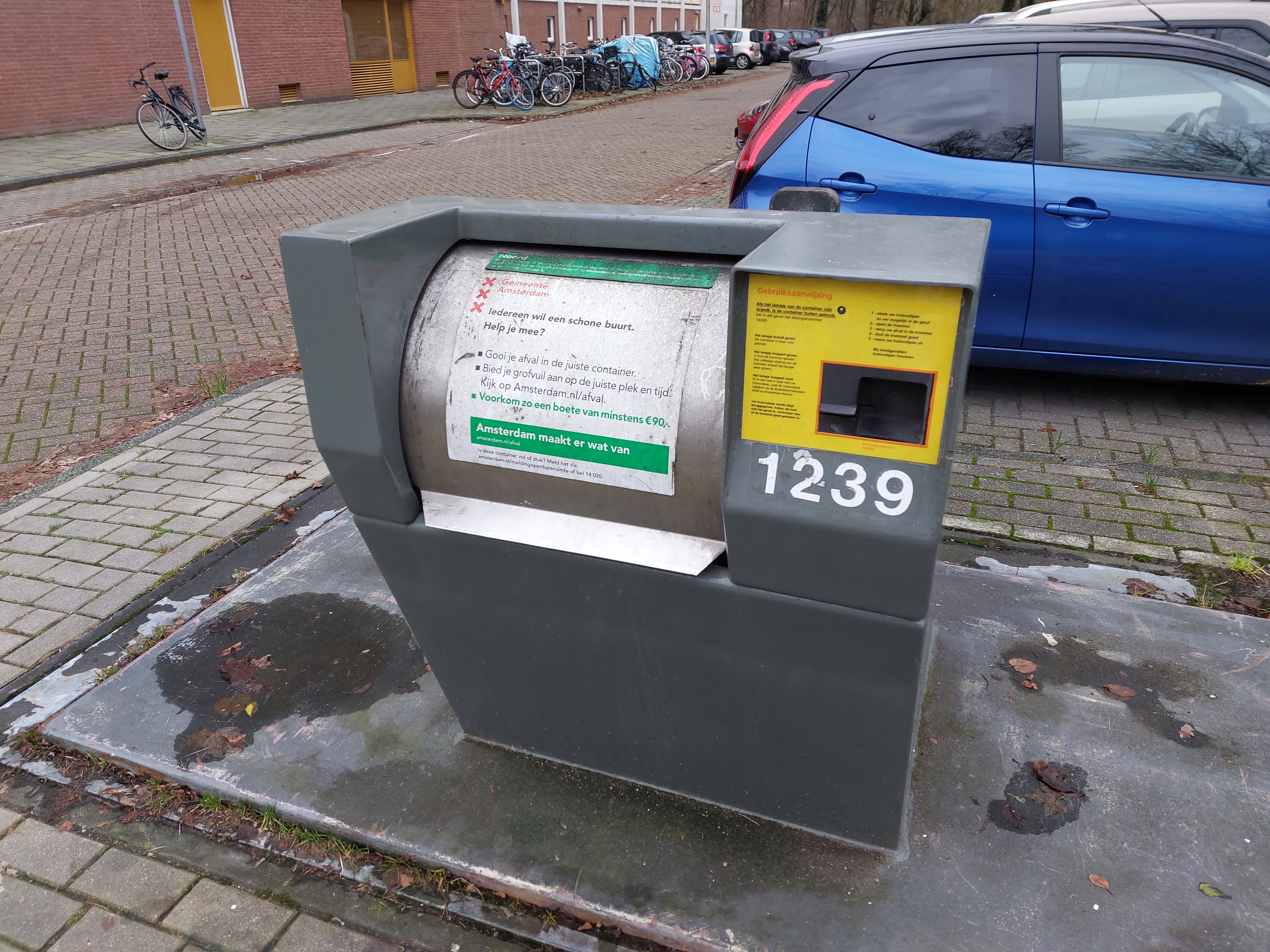
Ondergrondse restafvalcontainer in Amsterdam

Een ondergrondse vuilcontainer of ondergrondse afvalcontainer is een container waar afval in gedeponeerd wordt en die zich onder het maaiveld bevindt. Alleen de inwerpzuil is bovengronds en zichtbaar. Wanneer meerdere inwerpzuilen of inwerpunits naast elkaar staan, meestal gescheiden per afvalsoort, spreekt men wel van een sorteerstraat.
Het afval wordt in een ondergrondse container opgeslagen. Deze wordt meestal een à twee keer per week geleegd door deze omhoog te hijsen en de inhoud in een vrachtwagen te storten, of hij wordt in zijn geheel door een lege container vervangen. Er bestaan ondergrondse containers voor onder andere restafval (grijs), groente-, fruit- en tuinafval (groen) en glas. Vooral voor glas wordt dit steeds vaker toegepast, vanwege beperken van geluidshinder.
Door de toepassing van ondergrondse vuilcontainers zijn bovengrondse vuilcontainers, losse vuilniszakken of de bakken minder zichtbaar in het straatbeeld. Tevens is men niet meer gebonden aan bepaalde dagen voor het aanbieden van huisvuil.
Op de container wordt soms een containertuintje geplaatst.

## Slimme afvalcontainers
Ondergrondse vuilcontainers worden slimme afvalcontainers genoemd indien ze uitgerust zijn met een geïntegreerd systeem dat kan bepalen wanneer de container geleegd moet worden. Als de slimme vuilcontainer bijna vol is, dan wordt via een draadloos netwerk een vuilnisophaaldienst gewaarschuwd die de container door een vuilniswagen laat legen. Meestal kan de beheerder van het systeem op elk gewenst moment inzicht krijgen in de toestand van de containers in de slimme stad.
Slimme containers zijn dus milieuvriendelijker, omdat de vuilniswagen hier enkel naartoe rijdt indien de container een bepaalde vulgraad bereikt heeft.
De buurtbewoners die gebruik mogen maken van een ondergrondse container krijgen een chipkaart of tag, ook huisvuilpas genoemd, waarmee het deksel van de betreffende slimme vuilcontainer geopend kan worden. De RFID van het pasje of de tag wordt uitgelezen op het moment dat een buurtbewoner een vuilniszak in de container dumpt. Deze gegevens worden meestal (voor een deel) door het systeem opgeslagen. Gegevens over het gebruik van de pasjes en tags kunnen veelal door de beheerder uitgelezen worden. Tegenwoordig worden de gegevens anoniem en tijdelijk opgeslagen voor logistieke doeleinden en statistisch onderzoek.

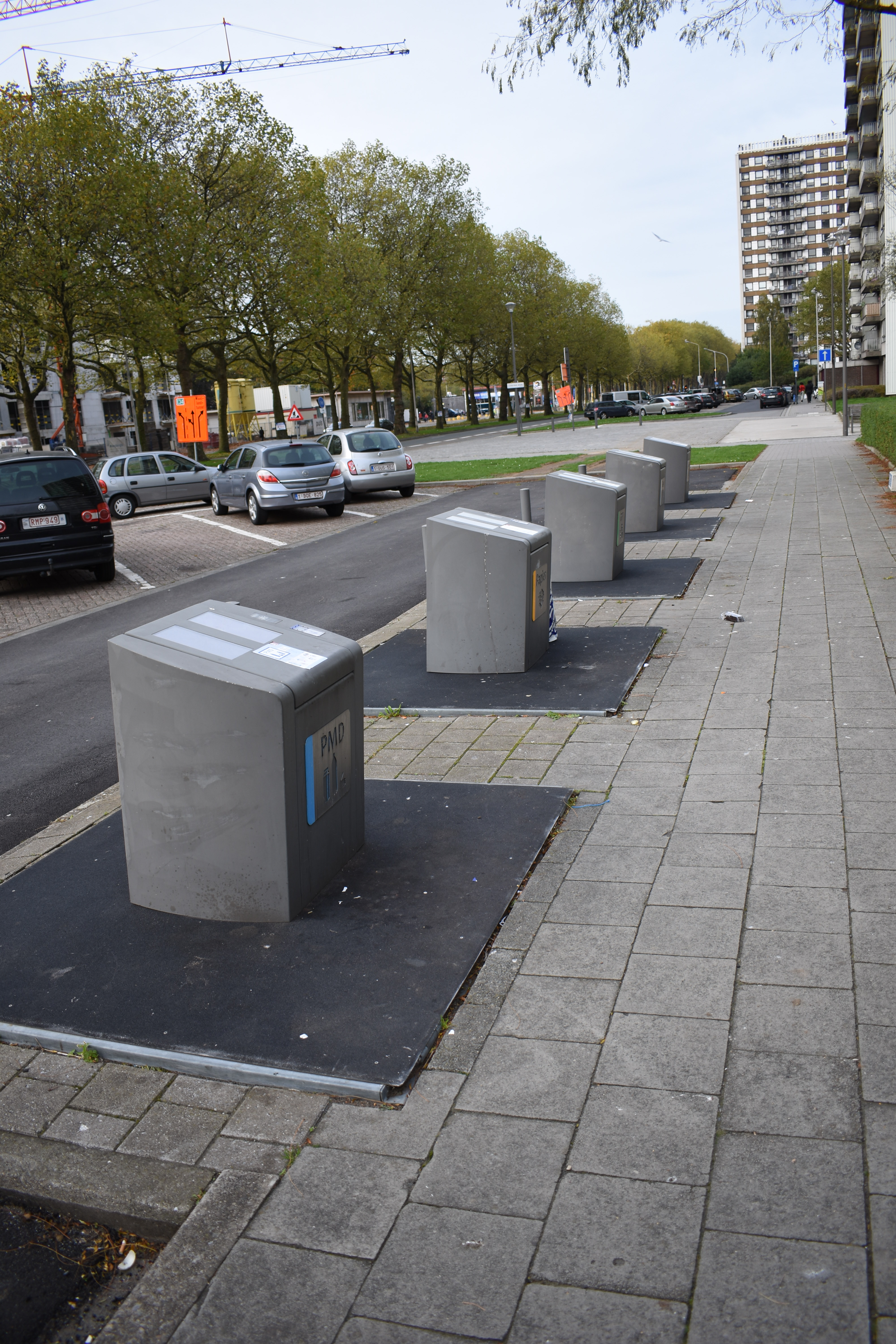
Vuilnisophaling vervangen door een sorteerstraat

Aanvankelijk speelden vuilverwerkers en stadsbestuurders met de gedachte om de gebruikers van slimme afvalcontainers, onder het motto grote vervuilers moeten meer betalen, per hoeveelheid gedumpt huishoudelijk afval extra reinigingsrechten te laten betalen. Men dacht dat burgers minder afval zouden produceren als ze per gedumpte vuilniszak extra belast zouden worden. In de praktijk blijken zulke maatregelen averechts te werken. Het toepassen van Diftar-systemen komt echter nog veelvuldig voor in verschillende gemeentes, voor zowel de ondergrondse containers als de 2-wielcontainers (minicontainers) voor huis-aan-huis afvalinzameling.

## Opnamesystemen
Aan de hand van het opnamesysteem wordt de container opgetild en geleegd boven de vuilniswagen. Er zijn verschillende opnamesystemen:
- Enkele haak
- Dubbele haak
- Driehaaks
- Paddestoelsysteem

Het is afhankelijk van het gebruik van de container, oftewel het te dragen gewicht, welk opnamesysteem het beste toegepast kan worden. Zo is enkel het driehaaks opnamesysteem geschikt voor de inzameling van alle soorten glas.

## Inwerpzuilen
De meeste inwerpzuilen hebben tegenwoordig een kleur die correspondeert met het type afval dat in de container mag. Ook zijn hier steeds vaker de bijbehorende pictogrammen bij te vinden. Zowel de kleuren als pictogrammen zijn in Nederland vastgesteld door Rijkswaterstaat en zijn rechtenvrij te gebruiken door bedrijven, overheden en maatschappelijke organisaties.
Voor België:
- Blauw: Papier
- Geel: Glas
- Groen: Gft en etensresten
- Oranje: Plastic of PMD

Voor Nederland:
- Grijs: Restafval
- Blauw: Papier
- Geel: Glas
- Groen: Gft en etensresten
- Oranje: PMD
- Paars: Textiel

De kleuren kunnen per gemeente afwijken.